# Aïn Draham
Aïn Draham is een plaats in het noordwesten van Tunesië. Bij de volkstelling van 2004 telde de plaats 8888 inwoners. Bij de laatste volkstelling in 2014 steeg dit aantal naar 35.400 inwoners. Aïn Draham ligt in een bergachtige en bosrijke omgeving niet ver van de kust en is daardoor een toeristische trekpleister.

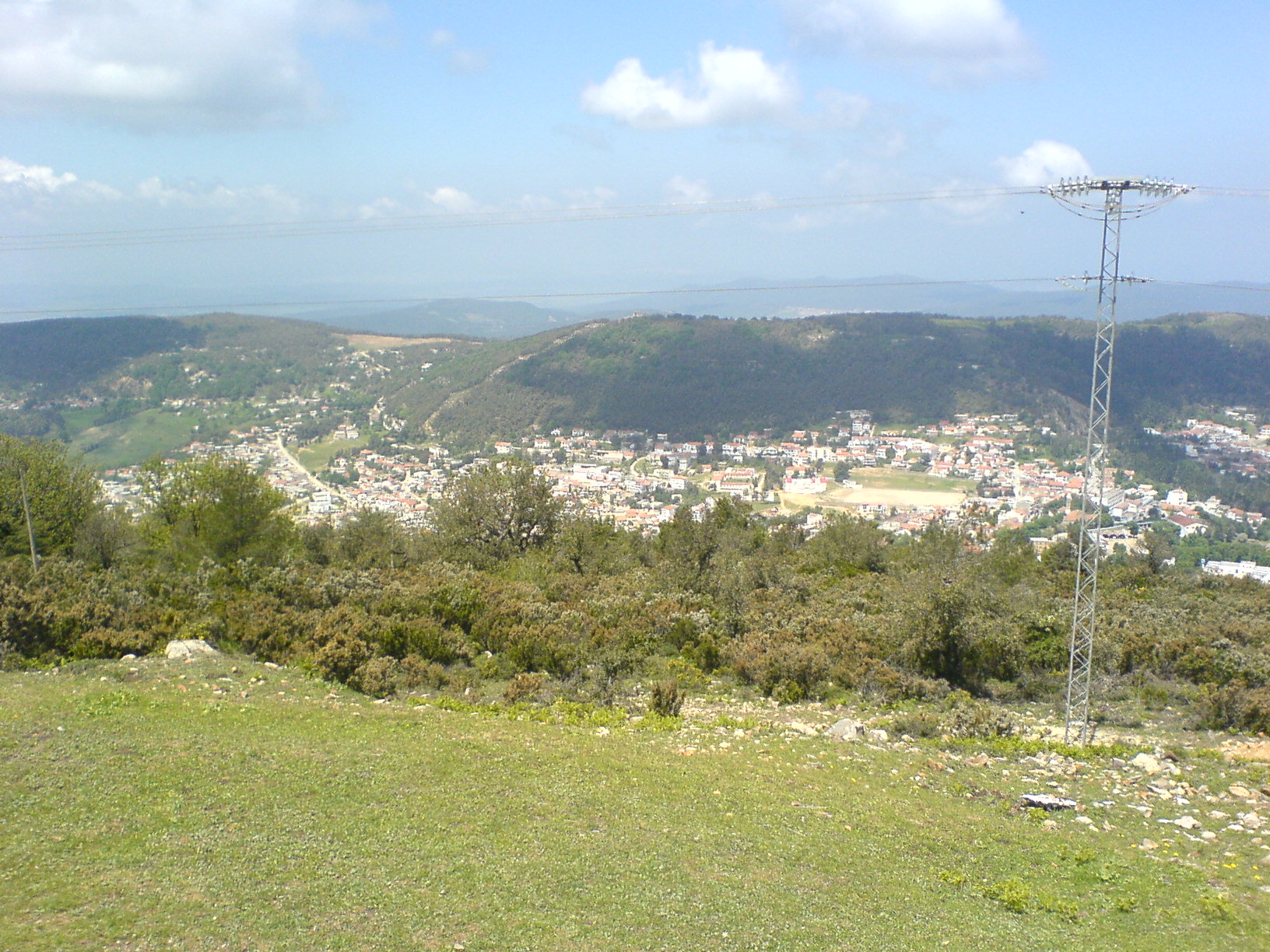
Panorama